# 明川駅
明川駅（ミョンチョンえき、명천역）は朝鮮民主主義人民共和国咸鏡北道明川郡に位置する朝鮮民主主義人民共和国鉄道省平羅線および古站炭鉱線の駅である。

## 歴史
- 1927年12月1日：古站駅として開業[1]。
- 日時不明：明川駅に改称。